# Frans-Russische Alliantie

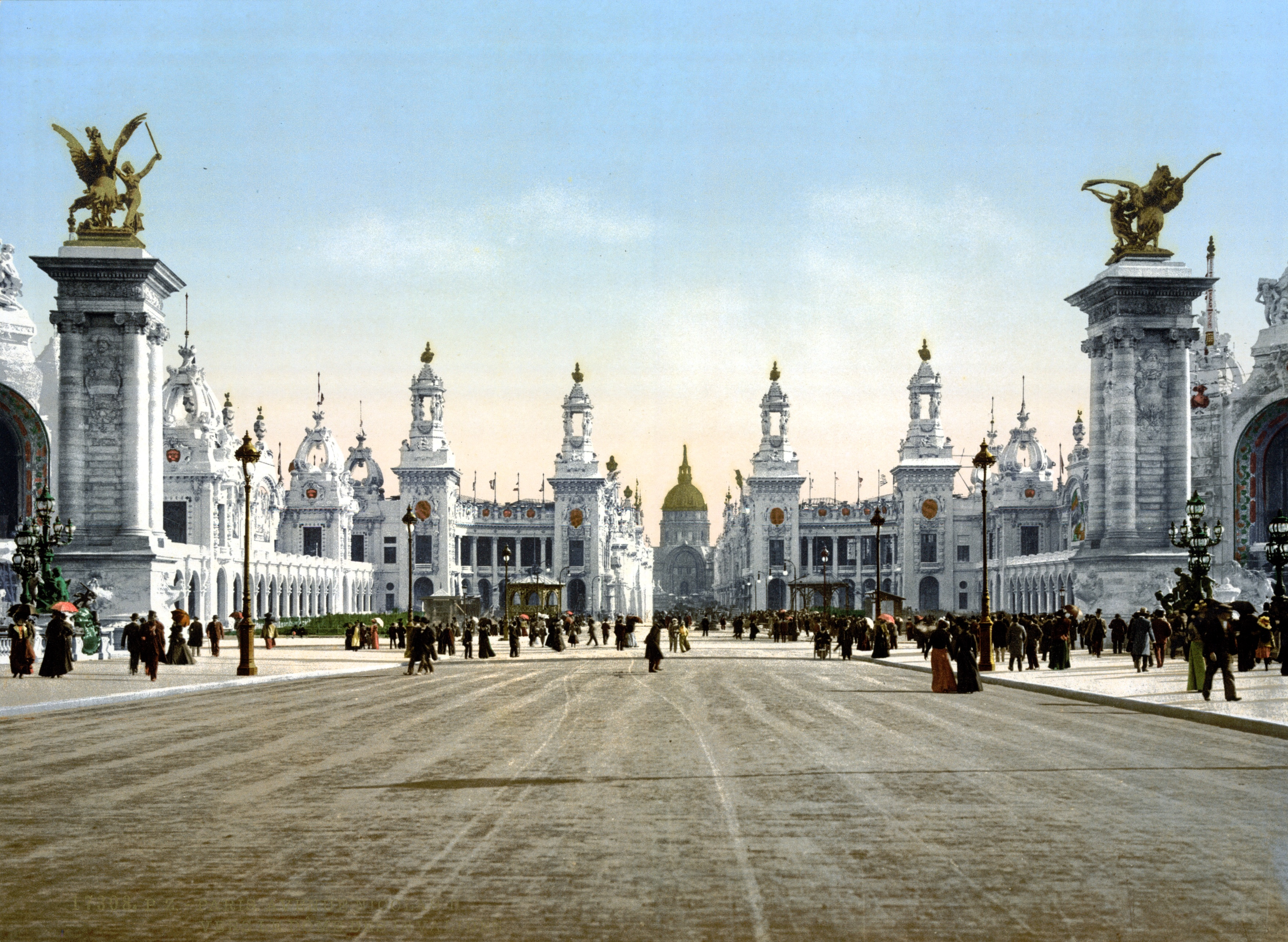
De Pont Alexandre-III in Parijs, een symbool van het Frans-Russische bondgenootschap

De Frans-Russische Alliantie was een geheim verdrag tussen Frankrijk en Rusland. Het werd getekend op 17 augustus 1894.  De alliantie kwam tot stand op 17 augustus 1892 tijdens een bezoek van tsaar Alexander III aan de Franse president Félix Faure. Het was een stap in de richting van de Eerste Wereldoorlog.
De reden van dit geheime verdrag was eenvoudig. Rusland kwam in een erg kwetsbare positie nadat de Driebond gevormd was, een alliantie tussen Duitsland, Italië en Oostenrijk-Hongarije, en Rusland niet langer welkom was in de Driekeizersbond met Duitsland en Oostenrijk-Hongarije. Daarnaast was Frankrijk ook in een geïsoleerde positie gekomen na het verlies in de Frans-Duitse Oorlog en zocht revanche voor het in deze oorlog aan Duitsland verloren gebied Elzas-Lotharingen. Frankrijk zag haar kans schoon en bood Rusland de mogelijkheid van samenwerking op militair gebied.
Er waren dan wel de nodige verschillen tussen Frankrijk, een republiek, en Rusland, een monarchie, maar deze verhinderden niet dat de relaties tussen Frankrijk en Rusland in sneltempo verbeterden. Zo gaf Frankrijk grote leningen om de opbouw van het Russische spoorwegnet te bespoedigen. De achterliggende bedoeling was dat de Russische mobilisatietijd meer in overeenstemming zou worden gebracht met die van de Fransen.

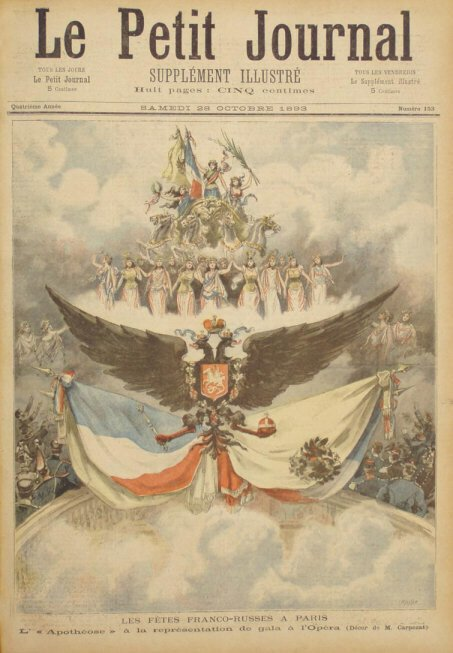
Bericht over de viering van het verdrag in Let Petit Journal, 1893

De alliantie hield ook in dat als een van de twee landen aangevallen werd, het andere land militaire hulp zou bieden. Daarnaast zou een aanval van een van de leden van de Driebond ook betekenen dat de Fransen en Russen Duitsland van twee kanten zouden aanvallen. Op die manier zou er een tweefrontenoorlog ontstaan.
De eerste onderhandelingen omtrent een dergelijk verdrag begonnen nadat Duitsland het Herverzekeringsverdrag in 1890 opzegde. Het uiterst geheime Frans-Russische militaire verdrag werd in 1892 getekend en werd in 1893 officieel van kracht. Het was zodanig agressief gericht tegen Duitsland dat het verdrag slechts in zeer beperkte kring bekend was.
Samen met de Engels-Russische Entente en Entente Cordiale zorgde de Frans-Russische Alliantie voor de Triple Entente tussen Frankrijk, Rusland en het Verenigd Koninkrijk.
Symbool van de ondertekening van het verdrag is de Pont Alexandre-III in Parijs. De eerste steen van deze brug werd gelegd op 7 oktober 1896 door Nicolaas II van Rusland, zoon van de inmiddels overleden tsaar Alexander III, en de Franse president Félix Faure.